# Ноктюрн (электрофон)
Ноктюрн — линейка настольных транзисторных проигрывателей, выпускавшихся Грозненским радиотехническим заводом в 1970-х — 1980-х годах.

## Ноктюрн-201
Сетевой транзисторный монофонический электрофон «Ноктюрн-201» выпускался с 1973 года. Питался от сети переменного тока 127 или 220 вольт. Звук воспроизводился встроенным громкоговорителем 2ГД-22. Принципиальная схема такая же, как у электрофона «Аккорд-201» за исключением использования трансформатора для согласования усилителя низкой частоты с динамиком. Частота вращения диска — 33, 45 и 78 об/мин. Чувствительность входа звукоснимателя составляла 150 мВ, а линии — 15 В. Электрофон воспроизводил частоты в диапазоне от 100 до 10 000 герц. Относительный уровень шумов не хуже −40 децибел. Номинальная выходная мощность — 1,5 ватта, максимальная — 2 ватта. Глубина регулировки тембра на низких частотах — 16 дБ, на высоких — 14 дБ. Габариты 410×320×183 мм.

## Ноктюрн-211
Монофонический электрофон «Ноктюрн-211» выпускался с 1981 года. Воспроизведение звука осуществлялось акустической колонкой с двумя динамиками 4ГД-35-05, входившей в комплект. Цена составляла 75 рублей. С 1982 года выпускался электрофон «Школьный», который являлся полным аналогом «Ноктюрна-211».

## Ноктюрн-212
Стереофонический электрофон «Ноктюрн-211» выпускался с 1981 года. 3-скоростной проигрыватель был оснащён автостопом и микролифтом, усилителем с раздельными регулировками тембра по низким и высоким частотам, регулятором стереобаланса и кнопочным переключателем режима работы. Звук воспроизводился двумя акустическими колонками 6АС-518 сопротивлением 8 ом. Имелась возможность использовать электрофон для усиления сигналов от внешних источников. Максимальная мощность составляла 2×7 ватт, диапазон воспроизводимых частот от 40 до 16 000 герц, коэффициент нелинейных искажений 1,5 %, уровень фона −46 децибел. Электрофон потреблял от сети 40 ватт. Основной блок имел габариты 405×345×160 мм и вес 9 кг.

## Ноктюрн-314
Стереофонический электрофон «Ноктюрн-314» выпускался с 1985 по 1992 годы. В конструкции испрользовалось 2-скоростное электропроигрывающее устройство с автостопом, микролифтом и пьезокерамической головкой звукоснимателя типа. Имелась раздельная регулировка тембра по низким и высоким частотам, индикатор напряжения сети, электронная защита усилителя от короткого замыкания в нагрузке. Номинальная мощность усилителя составляла 2×3 ватта, полоса воспроизводимых частот — от 60 до 12 500 герц, колонки 6-АС-322. Размеры электрофона 380×370×160 мм, вес 8,5 кг. Габариты акустической системы 360×250×205 мм. Одновременно на этом же заводе выпускались совершенно идентичные по схеме, оформлению и конструкции электрофоны «Школьный-Стерео», «Синтар ЭФ-302С», «Синтар ЭФ-302С-1» и «Школьный ЭФ-301С».

## Акустическая система «Ноктюрн» 6АС-322
Широкополосная акустическая система «Ноктюрн» выпускалась на Грозненском радиозаводе с 1985 года. Система имелу полосу воспроизводимых частот от 16 до 12 500 герц, сопротивление 4 ома, чувствительность 90 децибел, паспортную мощность 10 ватт, габариты 360×250×205 мм, вес 3,5 кг. Этой системой комплектовались электрофоны «Ноктюрн-314» и  его аналоги.